# Hostile Waters
Hostile Waters is een film uit 1997 van regisseur David Drury.

## Verhaal
Op het moment dat Gorbatsjov en Reagan een topontmoeting in IJsland plannen, botst een Russische nucleaire onderzeeër bij de kust van Bermuda op een Amerikaanse duikboot. De Russen maken zich zorgen om de opgelopen averij en hebben de nucleaire wapens die zich aan boord bevinden niet meer onder controle. De Amerikanen vrezen de vernietiging van enkele grote Amerikaanse steden door de Russische atoomwapens en vrezen dat het ongeluk de top bij voorbaat zal doen mislukken. De beide kapiteins kloppen echter niet meteen aan bij hun regering, maar proberen eerst zelf de zaak op te lossen.

## Rolbezetting
Hoofdrollen
| Acteur         | Personage                  |
| -------------- | -------------------------- |
| Rutger Hauer   | kapitein Britanov          |
| Martin Sheen   | kapitein van de USS Aurora |
| Max von Sydow  | admiraal Chernavin         |
| Colm Feore     | Pshenishny                 |
| Rob Campbell   | Sergei Preminin            |
| Peter Guinness | Vladimirov                 |